# Velveteen Queen
Velveteen Queen ist eine schwedische Rockband, die 2021 gegründet wurde.

## Geschichte
Im Jahr 2021 trafen sich die Bandmitglieder in der Highschool und beschlossen eine Band zu gründen. Im März 2022 veröffentlichten sie ihre Debütsingle Trauma. Im Rahmen der Nestor-Tour 2023 haben sie ihre erste EP The Theater Sessions herausgebracht. Im Mai 2024 veröffentlichte die Band ihr Debütalbum Consequence of the City. Daraus wurden die Singles Take Me Higher, Barrel of a Gun und Dreamer ausgekoppelt. Im Sommer 2024 spielten sie unter anderem beim Sweden Rock Festival zusammen mit Judas Priest, Alice Cooper und Megadeth und waren auch als Vorgruppe für Mammoth WVH dabei. Im Herbst 2024 starteten sie zusammen mit Nestor ihre erste Europatournee, die Deutschland, Österreich und die Schweiz umfasst.

## Diskografie

### Studioalben
- 2024: Consequence of the City

### Singles
- 2022: Trauma
- 2023: Take Me Higher
- 2023: Barrel of a Gun
- 2024: Dreamer